# Kropîvnîțke, Novoukraiinka
A nu se confunda cu Kropîvnîțkîi, oraș din Regiunea Kirovohrad!
Kropîvnîțke (în ucraineană Кропивницьке) este localitatea de reședință a comunei Kropîvnîțke din raionul Novoukraiinka, regiunea Kirovohrad, Ucraina.

## Demografie
Componența lingvistică a localității Kropîvnîțke
     Ucraineană (95,73%)
     Rusă (1,92%)
     Română (1,6%)
     Alte limbi (0,21%)
Conform recensământului din 2001, majoritatea populației localității Kropîvnîțke era vorbitoare de ucraineană (95,73%), existând în minoritate și vorbitori de rusă (1,92%) și română (1,6%).

## Personalități născute aici
- Marko Kropivnițki (1840 - 1910), scriitor, actor.